# الکوم
الکوم یک منطقهٔ مسکونی در سوریه است که در حمص واقع شده‌است.

## خصوصیات
الکوم ۱٬۷۷۱ نفر جمعیت دارد.